# 菅野村 (広島県)
菅野村（すがのむら）は、広島県御調郡にあった村。現在の尾道市の一部にあたる。

## 地理
- 河川：御調川[2]、大塔川[3]

## 歴史
- 1889年（明治22年）4月1日、町村制の施行により、御調郡菅村、平木村、大塔村、仁野村が合併して村制施行し、菅野村が発足[1][2]。
- 1955年（昭和30年）2月1日、御調郡市村、今津野村、奥村、上川辺村、河内村、諸田村（一部、大字大山田・下山田・千堂）と合併し、町制施行し御調町を新設して廃止された[1][2]。

### 地名の由来
合併した菅村、仁野村の2村の一文字を組み合わせたもの。

## 産業
- 農業、林業

## 教育
- 1894年（明治27年）菅尋常小学校、仁野尋常小学校が合併し菅野尋常小学校となる[2]。